# هنری فرنباخ
هنری فرنباخ (انگلیسی: Henry Fernbach; ۱ ژانویهٔ ۱۸۲۹ – ۱ ژانویهٔ ۱۸۸۳) معمار اهل ایالات متحده آمریکا بود.